# M24型柄式手榴弹
24型柄状手榴弹（德语：Stielhandgranate 24）为德国陆军於第二次世界大战期間所使用之手榴弹。

## 发展沿革编辑
它非常独特的外表使它被称作“柄式手榴弹”，或是英国陆军俚语中的“马铃薯捣碎器”，且为20世纪步兵武器中最易辨识者之一。
柄状手榴弹在1915年首次推出，而它的设计随着第一次世界大战一同演进。此手榴弹使用摩擦点燃装置，在其他国家的手榴弹相当罕见。
一戰過後，威瑪共和國軍方於1924年推出原1915型柄式手榴弹的改良版，是為24型柄式手榴弹。

## 技术特点
M24手榴弹属于进攻型远距离杀伤手榴弹，主要用于杀伤有生力量。手榴弹的组成部分，包括内装TNT炸药的弹体、木柄和雷管，弹体上带有“使用前需装配”的说明。M24式手榴弹的拉发火管是一个独立的部件，由拉线、铅管、小铜套、摩擦线圈、延期药管／雷管套和雷管等零部件组成。

## 使用者
- 克羅埃西亞獨立國
- 芬兰
- 德国
- 德意志國
- 匈牙利
- 罗马尼亚王国
- 苏联：大量繳獲。

## 外部連結
- （英文）德軍Mod.24 - Mod.43 Stielhandgranate （页面存档备份，存于）
- （英文）二戰德軍手榴彈